# CHa-10
CHa-10 – мисливець за підводними човнами Імперського флоту Японії, який узяв участь у Другій Світовій війні. 
CHa-10 відносився до серії допоміжних мисливців, споруджених з використанням можливостей малих суднобудівних підприємств. Ці кораблі мали дерев’яний корпус та при зникненні зацікавленості у них зі сторони збройних сил мали бути перетворені на риболовецькі судна.
Спорудження корпусу  CHa-10 здійснили на  верфі в Сазі (затока Аріаке на заході Кюсю), а його оснащення озброєнням провели на верфі ВМФ у Майдзуру (обернене до Японського моря узбережжя Хонсю).
Служба корабля була пов’язана з Палау (важливий транспортний хаб на заході Каролінських островів) та рейсами до Нової Гвінеї. Зокрема, відомо, що:
- 13 грудня 1943-го мисливець вийшов з Палау в охороні конвою «Вевак-Голландія № 5», який всього за пару годин втрати один з транспортів унаслідок атаки американського підводного човна;
- 3 січня 1944-го CHa-10 вийшов з Палау у складі охорони конвою «Вевак-Голландія № 7», при цьому на шляху конвой розділився і CHa-10 повів загін із двох транспортів до Голландії (наразі Джаяпура);
- 15 січня 1944-го мисливець вийшов з Палау в охороні конвою «Вевак № 17», який повернувся на Палау 25 січня.
12 березня 1944-го CHa-10 вийшов з Палау в конвої «Вевак № 21». 18 березня загін прибув до Веваку та почав розвантаження, проте невдовзі цю базу почали бомбардувати 5 американських есмінців. Конвой полишив порт і перейшов до острова Мусшу (два десятки кілометрів на північний захід від Веваку), де CHa-10 був потоплений вогнем есмінця USS Daly.